# Silvana Lima
Silvana Lima (Paracuru, 29 de octubre de 1984) es una deportista y surfista brasileña. 

## Biografía
Fue ocho veces la mejor surfista de Brasil y dos veces subcampeona mundial en 2008 y 2009.
Ganó las Qualifying Series (QS) en 2014 y en luego cierra la temporada por una lesión en la rodilla derecha en 2018. Es abiertamente lesbiana.
- 2009, ganadora	Beachley Classic en Sídney, Australia.
- 2009, ganadora Rip Curl Pro en Bells Beach, Australia.
- 2020, quinto lugar en surfing Juegos Olímpicos de Tokio.
- 2017, ganadora	Los Cabos Open of Surf en San José del Cabo, México.
- 2021, Ganadora Corona Open Montañita Surf City en Ecuador.[6]